# Maklew
Le maklew est une langue papoue parlée en Indonésie dans la province de Papouasie, à l'est de l'île de Yos Sudarso.

## Classification
Le maklew constitue avec le yelmek les langues bulaka river, une des familles de langues papoues.

## Sources
- (en) Harald Hammarström, Robert Forkel, Martin Haspelmath, Sebastian Bank, Glottolog, Maklew.